# Republicanismo federal
El republicanismo federal es una ideología que entiende la República como asociaciones locales de ciudadanos y promueve la participación ciudadana en los asuntos públicos. Una parte importante es el concepto del federalismo, buscándose la descentralización o distribución y las unidades de administración y gestión más pequeñas, para así evitar gobiernos centrales fuertes con una alta concentración de poder. Fue la antesala del cantonalismo.
Francisco Pi y Margall y el Partido Republicano Democrático Federal son los referentes de esta tendencia importante en la España del siglo XIX.